# Ото Барић
Ото Барић (Otto Barić; Aјзенкапелу код Клагенфурта, 19. јун 1933 — Загреб, 13. децембар 2020) био је хрватски фудбалер и тренер.

## Тренерска каријера

### 1970-их до 1980-их
Барић је тренерску каријеру започео 1969. у западнонемачком клубу Германија Висбаден и након једне сезоне прешао у аустријски клуб Вакер Инзбрук, где је провео наредне две сезоне и освојио две узастопне титуле шампиона лиге пре него што је прешао у ЛАСК Линц године. јула 1972. године. После две сезоне у Линцу, наставио је да тренира хрватски клуб НК Загреб и тамо је провео две сезоне пре него што је у јулу 1976. прешао у Динамо Винковци.
Крајем 1970-их био је и селектор аматерске репрезентације Југославије, екипе коју су чинили играчи Друге југословенске лиге, и са тимом је између 1976. и 1978. године освојио две регионалне и једну континенталну титулу. У исто време, провео је скоро четири сезоне у винковачком Динаму пре него што се вратио у Аустрију у марту 1980. да би тренирао Штурм из Граца. Провео је сезону и по у Штурму, а затим је био незапослен годину дана пре него што је почео да тренира Рапид Беч у јулу 1982. Водио је Рапид до три титуле шампиона у аустријској Бундеслиги 1982, 1983. и 1987. године, као и до три титуле у Купу Аустрије 1983, 1984. и 1985. године. 1985. је такође водио Рапид до финалног меча Купа победника купова, али је изгубио титулу поразом од Евертона резултатом 3–1.
Барић је отишао из Рапида у немачки клуб ФК Штутгарт у лето 1985. и тренирао тим до марта 1986. године. После три месеца без посла, вратио се у Рапид у јуну 1986. и наставио да тренира тим у наредне две сезоне, освојивши још једну титулу у Купу Аустрије 1987. године. Након што је напустио Рапид у јуну 1988. године, био је незапослен пет месеци да би на крају наставио да ради као главни тренер Штурма из Граца између новембра 1988. и јуна 1989.

### 1990-их
Након што је напустио Штурм, Барић је постао главни тренер СК Ворвартс Штајр, још једног тима аустријске Бундеслиге, за сезону 1990/91. У јулу 1991. године ангажовао га је Аустрија Салцбург Предводио је Аустрију Салцбург до две узастопне титуле шампиона у аустријској Бундеслиги 1994. и 1995. године, а успео је и да се квалификује за УЕФА Лигу шампиона 1994. године, чиме је Аустрија Салцбург постао први аустријски клуб коме је то успело. Тим је завршио трећи у својој групи иза Ајакс Амстердам и ФК Милана. У претходној сезони 1993–94, водио је клуб до двомеча финала Купа УЕФА, али је изгубио титулу од Интера из Милана 2–0. Тренирао је екипу Салцбурга до августа 1995. године, а потом је отишао због разлика у мишљењима између њега и неких играча.
Кратко време је остао без посла након што је напустио Аустрију Салцбург, а затим је радио као помоћни тренер у репрезентацији Хрватске до краја Европског првенства 1996. године. У јулу 1996. постао је главни тренер загребачког Динама и довео клуб до титула у Првој лиги Хрватске иу Купу Хрватске у само једној сезони у којој је тренирао тим. У јуну 1997. напустио је Динамо у турски клуб Фенербахче, где је радио до марта 1999. године. Барић је тада био незапослен неколико месеци након што је напустио Фенербахче, а потом се вратио својој међународној каријери као селектор репрезентације Аустрије између 1999. и 2001. године, одустајући од своје позиције након што Аустрија није успела да се квалификује за финале Светског првенства 2002. године.

### 2000-те
У јануару 2002. је четири месеца био тренер Аустрије Салцбург, а потом два месеца био без посла до јула 2002. када је именован за селектора хрватске репрезентације након што је његов претходник Мирко Јозић смењен због неуспешне кампање репрезентација у финалу Светског првенства 2002.

### Репрезентација Хрватске
У јулу 2002. Барић је потписао двогодишњи уговор са Хрватским фудбалским савезом и добио задатак да репрезентацију Хрватске доведе у финале УЕФА Еура 2004. Његов први меч као менаџер на клупи Хрватске био је пријатељски меч против Велса 21. августа 2002. у Вараждину. Утакмица је завршена нерешеним резултатом 1:1, што је било прилично разочарање. Његов такмичарски деби у квалификационој сесији за Европско првенство био је још мање успешан са ремијем без голова против Естоније, а месец дана касније тим је изгубио 2-0 од Бугарске.
Са смањеним шансама за пласман на завршни турнир, Хрватска је сада морала да добије што више утакмица. Почетак 2003. године био је успешан, са импресивном победом од 4-0 над солидном Белгијом код куће у Загребу, након чега су уследиле три узастопне победе, два пута против Андоре и једном против Естоније. Тим је морао да оствари победу у гостима против Белгије да би обезбедио барем место у плеј-офу, али то није успео изгубивши са 2–1. Ипак, победили су у последњој утакмици против Бугарске резултатом 1–0 и освојили друго место због боље гол-разлике од белгијског тима. У плеј-офу, Хрватска је победила Словенију са 2-1 укупним резултатом и пласирала се у финале Португала.
Хрватска је у финалу била увучена у тешку групу са браниоцем титуле Француском, Енглеском и Швајцарском, а пролазак у четвртфинале је био релативно мало вероватан. Тим је све своје наде полагао на уводну утакмицу против Швајцарске, али није успео да победи пошто је меч завршен нерешеним резултатом. Други меч против Француске почео је лоше за хрватски тим пошто су на полувремену губили са 1:0 након што је Игор Тудор постигао аутогол, али је снажан почетак другог полувремена и голови Милана Рапаића и Дада Прше довели до 2 : 1. у првих седам минута. Ипак, Француска је изједначила голом Давида Трезегеа дванаест минута касније и коначан резултат је био 2–2. Хрватска је морала да победи Енглеску у последњој утакмици у групи да би се пласирала у четвртфинале и успела је да оствари добар почетак када је Нико Ковач постигао први гол после само четири минута, али је Енглеска успела да промени вођство од 2:1 до краја утакмице. прво полувреме головима Пола Скоулса и Вејна Рунија у последњих пет минута. У другом полувремену Енглеска је повела са 3–1 уз још један гол Рунија, а хрватске шансе да још једном доведу у вођство биле су сведене на минимум. Хрватска је успела да смањи вођство Енглеске када је Игор Тудор постигао гол за 3–2, али је требало само шест минута пре него што је Френк Лампард постигао последњи гол на мечу, довео Енглеску до победе од 4–2 и елиминисао трећепласирану Хрватску из групе. турнир. Иако се у таквом такмичењу очекивала елиминација хрватског тима, Барићу није продужен уговор и он је отишао са места селектора хрватске репрезентације у јулу 2004.

### Репрезентација Албаније
Након скоро две године без посла, Барић се вратио тренерском послу пошто је у јуну 2006. именован за селектора репрезентације Албаније, након што Ханс-Петеру Бригелу није продужен уговор са тимом. Барић је као селектор Албаније остао до Европског првенства 2008. у нади да ће први пут одвести тим на завршни турнир. За разлику од свог претходника, Барић је живео у Тирани да би помно пратио албанску прву лигу и њене играче.
Дебитовао је нерешеним резултатом 2–2 против Белорусије 2. септембра 2006. Затим је Албанија изгубила 2-0 на свом терену од Румуније, али реми против Бугарске и Словеније, и победа 6-0 у укупном збиру против Луксембурга, показали су добар рад селектора. Албанија би можда чак и победила са Холандију у Тирани да аутогол холандског дефанзивца Мелкиота нијр поништио судија. Изоставио је капитена екипе Игли Тареа иако је био играч Лација. Али он је доказао да је ова одлука исправна јер је тим успео да прође заиста добро без њега. Квалификациона кампања за Европско 2008. завршила је неуспешено за Албанију, након два тешка пораза од Белорусије (2–4 код куће) и Румуније (1–6 у Букурешту). Иако је Барић био суспендован на ова два меча и оба није водуи он, већ његов помоћник, није могао да прихвати понашање свог играча и најавио је повлачење иако је неколико дана раније пристао на продужење уговора.

## Смрт
Барић је преминуо од последица Ковида 19 у КБЦ-у Дубрава у Загребу 13. децембра 2020. године у 87. години

## Менаџерска статистика
Извор:
| Тим                                  | Од              | До                 | Рекорди | Рекорди | Рекорди  | Рекорди         |
| Тим                                  | Од              | До                 | Победе  | Победе  | Нерешено | Проценат победе |
| ------------------------------------ | --------------- | ------------------ | ------- | ------- | -------- | --------------- |
| НК Локомотива Загреб                 | 1964            | 1967               |         |         |          |                 |
| Опел Риселсхајм                      | 1967            | 1969               |         |         |          |                 |
| Германија Бисбаден                   | 1969            | 1970               |         |         |          |                 |
| Вакер Инзбрук                        | 1. јануар 1971  | 31. децембар 1971  | 24      | 20      | 22       | 036.36          |
| ФК ЛАСК Линц                         | 1972            | 1974               | 24      | 20      | 22       | 036.36          |
| НК Загреб                            | 1974            | 1976               |         |         |          |                 |
| Аматерска репрезентације Југославије | 1974            | 1979               | 6       | 1       | 1        | 075.00          |
| ХНК Цибалија                         | 1976            | 1979               |         |         |          |                 |
| ФК Штурм                             | 1. јул 1980     | 30. јун 1982       | 34      | 18      | 27       | 043.04          |
| ФК Рапид Беч                         | 1. јул 1982     | 30. јун 1985       | 86      | 36      | 15       | 062.77          |
| ФК Штутгарт                          | 1. јул 1985     | 4. март 1986       | 13      | 6       | 9        | 046.43          |
| ФК Рапид Беч                         | 1. јул 1986     | 11. септембар 1988 | 85      | 33      | 21       | 061.15          |
| ФК Штурм                             | 1. октобар 1988 | 30. јун 1989       | 14      | 6       | 8        | 050.00          |
| Ворватс Штејр                        | 28. јул 1990    | 3. мај 1991        | 9       | 11      | 13       | 027.27          |
| ФК Ред бул Салцбург                  | 11. јул 1991    | 29. август 1995    | 105     | 48      | 38       | 054.97          |
| Кроација Загреб                      | 6. јун 1996     | 2. јун 1997        | 34      | 5       | 2        | 082.93          |
| Фенербахче                           | 1997            | 1998               | 24      | 9       | 8        | 058.54          |
| ФК ЛАСК Линц                         | 29. јул 1998    | 4. децембар 1998   | 11      | 2       | 6        | 057.89          |
| Фудбалска репрезентација Аустрије    | 13. април 1999  | 21. новембар 2001  | 7       | 6       | 9        | 031.82          |
| Фудбалска репрезентација Хрватске    | јул 2002        | јул 2004           | 11      | 8       | 5        | 045.83          |
| Фудбалска репрезентација Албаније    | 16. август 2006 | 21. новембар 2007  | 4       | 5       | 6        | 026.67          |
| Укупно                               | Укупно          | Укупно             | 491     | 234     | 212      | 052.40          |

## Почасти
Вакер Инзбрук
- Аустријска Бундеслига : 1970–71, 1971–72[20]

НК Загреб
- Друга лига Југославије : 1975–76[20]

Југославија
- Медитеранске игре: 1979.

Рапид Беч
- Аустријска Бундеслига: 1982–83, 1986–87, 1987–88.[20]
- Куп Аустрије : 1983, 1984, 1985, 1987.[20]
- Суперкуп Аустрије : 1986, 1987, 1988.[20]
- Вицешампион Купа победника купова: 1985.[20]

ФК Ред бул Салцбург
- Аустријска Бундеслига: 1993–94, 1994–95.[20]
- Суперкуп Аустрије: 1994., 1995.[20]
- Вицешампион Купа УЕФА : 1994.[20]

Кроација Загреб
- Прва лига Хрватске : 1996–97.[20]
- Куп Хрватске : 1997.[20]